# Gustaf Lilienberg
Nils Gustaf Albert Lilienberg, född den 2 maj 1867 i Stockholm, död där den 29 december 1924, var en svensk jurist. Han var son till Albert Lilienberg. 
Lilienberg avlade mogenhetsexamen i Karlskrona 1884 och juris utriusque kandidatexamen vid Uppsala universitet 1891. Efter tingstjänstgöring tjänstgjorde han i Svea hovrätt, där han blev fiskal 1901 och assessor 1902. Lilienberg var hovrättsråd 1909–1915. Han blev riddare av Nordstjärneorden 1919. Lilienberg vilar i sin familjegrav på Norra begravningsplatsen utanför Stockholm.